# DFBポカール2019-2020
DFBポカール2019-2020 (2019–20 DFB-Pokal)は、2019年8月17日から2020年7月4日の期間に開催される、通算67回目 (前身も含めれば77回目)のDFBポカールである。バイエルン・ミュンヘンが2大会連続20回目の優勝を果たした。

## 参加クラブ
以下の64クラブが参加する。
| ブンデスリーガ (18クラブ) ブンデスリーガ2018-19所属全クラブが出場 | 2. ブンデスリーガ (18クラブ) 2. ブンデスリーガ2018-19所属全クラブが出場 | 3. リーガ (4クラブ) 3. リーガ2018-19における上位4チームが出場 |
| - バイエルン・ミュンヘン - ドルトムント - RBライプツィヒ - レバークーゼン - ボルシアMG - ヴォルフスブルク - フランクフルト - ブレーメン - ホッフェンハイム - デュッセルドルフ - ヘルタ・ベルリン - マインツ - フライブルク - シャルケ - アウクスブルク - シュトゥットガルト (II) - ハノーファー (II) - ニュルンベルク (II) | - ケルン (I) - パーダーボルン (I) - ウニオン・ベルリン (I) - ハンブルガーSV - ハイデンハイム - キール - ビーレフェルト - レーゲンスブルク - ザンクトパウリ - ダルムシュタット - ボーフム - ディナモ・ドレスデン - グロイター・フュルト - エルツゲビルゲ・アウエ - ザントハウゼン - インゴルシュタット (III) - マクデブルク (III) - デュースブルク (III) | - オスナブリュック (II) - カールスルーエ (II) - ヴェーエン・ヴィースバーデン (II) - ハレシャー |
| 各地域代表 (24クラブ) 各地域のサッカー協会カップの優勝クラブが出場 | | |
| - バーデン ヴァルトホーフ・マンハイム (III) - バイエルン ヴュルツブルガー・キッカーズ (III) アイヒシュテット (IV) - ベルリン ヴィクトリア・ベルリン (IV) - ブランデンブルク エネルギー・コットブス (IV) - ブレーメン オーバーノイラント (V) - ハンブルク ダッセンドルフ (V) - ヘッセン バウナタール (IV)                   | - メクレンブルク＝フォアポンメルン ハンザ・ロストック (III) - ミッテルライン アーヘン (IV) - ニーダーライン ユルディンゲン (III) - ニーダーザクセン ドロホターゼン・アッセル (IV) デルメンホルスト (V) - ラインラント ザルムロール (V) - ザールラント ザールブリュッケン (IV) - ザクセン ケムニッツ (III)                                               | - ザクセン＝アンハルト ハルバーシュタット (IV) - シュレースヴィヒ＝ホルシュタイン リューベック (IV) - ズュートバーデン フィリンゲン (V) - ズュートヴェスト カイザースラウテルン (III) - テューリンゲン ヴァッカー・ノルトハウゼン (IV) - ヴェストファーレン レーディングハウゼン (IV) フェール (IV) - ヴュルテンベルク SSVウルム (IV) |
| 括弧内のローマ数字は2019-20シーズンの所属ディビジョン (I：ブンデスリーガ 、II：2. ブンデスリーガ 、III：3. リーガ 、IV：レギオナルリーガ、V：オーバーリーガ) | | |

## 日程
準決勝および決勝は、ドイツにおける新型コロナウィルスの流行のため、当初のスケジュールから変更となった。
| 試合     | 組み合わせ抽選会 | 開催日                                                       |
| -------- | ---------------- | ------------------------------------------------------------ |
| 1回戦    | 2019年6月15日    | 2019年8月17日-20日                                           |
| 2回戦    | 2019年8月18日    | 2019年10月29日・30日                                         |
| 3回戦    | 2019年10月25日   | 2019年2月4日・5日                                            |
| 準々決勝 | 2020年2月10日    | 2020年3月3日・4日                                            |
| 準決勝   | 2020年3月8日     | 2020年6月9日・10日 (当初のスケジュール：2020年4月21日・22日) |
| 決勝     | 2020年3月8日     | 2020年7月4日 (当初のスケジュール：2020年5月25日)             |

## 1回戦
組み合わせ抽選会は、2019年6月15日に行われた。チーム名横の括弧内の数字は2019-20シーズンの所属ディビジョンを表す (2回戦以降も同様)。試合時間はいずれも現地時間 (1回戦、準決勝、決勝はCEST (UTC+2)。それ以外はCET (UTC+1))。
| 2019年8月9日 | ユルディンゲン (3) | 0 - 2    | ドルトムント (1)              | デュッセルドルフ                                                                         |  |
| 20:45        |                    | レポート | ロイス 49分 · アルカセル 70分 | 競技場: メルクール・シュピール・アレーナ 観客数: 32,110人 主審: サッシャ・シュテーゲマン |  |

| 2019年8月9日 | インゴルシュタット (3) | 0 - 1    | ニュルンベルク (2) | インゴルシュタット                                                           |  |
| 20:45        |                        | レポート | ドヴェダン 87分    | 競技場: アウディ・スポーツパーク 観客数: 15,000人 主審: ダニエル・ジーベルト |  |

| 2019年8月9日 | ザントハウゼン (2) | 0 - 1    | ボルシアMG (1) | ザントハウゼン                                                                              |  |
| 21:30        |                    | レポート | テュラム 18分  | 競技場: BWTシュタディオン・アム・ハルトヴァルト 観客数: 13,659人 主審: ロベルト・ハルトマン |  |

| 2019年8月10日 | カイザースラウテルン (3)             | 2 - 0    | マインツ (1) | カイザースラウテルン                                                                         |  |
| 15:30         | シュタルケ 63分 (pen.) · ピック 90分 | レポート |              | 競技場: フリッツ・ヴァルター・シュタディオン 観客数: 41,000人 主審: フェリックス・ツバイヤー |  |

| 2019年8月10日 | アーヘン (4)  | 1 - 4    | レバークーゼン (1)                                                             | アーヘン                                                                |  |
| 15:30         | バタリロ 56分 | レポート | ハッケンベルク 19分 (o.g.) · フォラント 39分 · ベイリー 72分 · ハフェルツ 88分 | 競技場: ニュー・チヴォリ 観客数: 5,673人 主審: マルティン・ペーターゼン |  |

| 2019年8月10日 | ダッセンドルフ (5) | 0 - 3    | ディナモ・ドレスデン (2)                        | ツヴィッカウ                                                         |  |
| 15:30         |                    | レポート | レーヴェ 37分 · ブルニッチ 75分 · レーザー 77分 | 競技場: GGZアレーナ 観客数: 5,673人 主審: ヨナス・ヴァイケンマイヤー |  |

| 2019年8月10日 | フィリンゲン (5)   | 1 - 3 (延長) | デュッセルドルフ (1)                                | シュヴェニンゲン                                                          |  |
| 15:30         | ウコー 42分 (pen.) | レポート     | アンポマー 56分 · オフォリ 102分 · ヘニングス 116分 | 競技場: MSテクノロジー・アレーナ 観客数: 8,300人 主審: フロリアン・ヘフト |  |

| 2019年8月10日 | ドロホターゼン・アッセル (4) | 0 - 5    | シャルケ (1)                                                                                 | ドロホターゼン                                                                    |  |
| 15:30         |                              | レポート | スクリプスキ 44分 · ブルクシュタラー 61分, 83分 · カリジューリ 65分 (pen.) · メルジャン 73分 | 競技場: ケーディンガー・シュタディオン 観客数: 8,000人 主審: ミハエル・バッヒャー |  |

| 2019年8月10日 | ヴィクトリア・ベルリン (4) | 0 - 1    | ビーレフェルト (2)  | ベルリン                                                                                  |  |
| 15:30         |                            | レポート | フォクルザマー 16分 | 競技場: フリードリッヒ・ヤーン・シュポルトパルク 観客数: 4,503人 主審: フランツ・ボコップ |  |

| 2019年8月10日 | フェール (4)                            | 2 - 1    | アウクスブルク (1) | フェール                                                                          |  |
| 15:30         | スヒー 9分 (o.g.) · シャレンベルク 23分 | レポート | ハーン 83分 (pen.) | 競技場: シュポルトクルブ・アレーナ 観客数: 5,000人 主審: フェリックス・ツバイヤー |  |

| 2019年8月10日 | ヴァッカー・ノルトハウゼン (5) | 1 - 4    | エルツゲビルゲ・アウエ (2)                                        | ノルトハウゼン                                                                            |  |
| 15:30         | ミケルス 22分                  | レポート | バウムガルト 38分 · ホッホシャイト 57分 · テストレート 80分, 84分 | 競技場: アルベルト・クンツ・シュポルトパルク 観客数: 4,347人 主審: クリストフ・ギュンシュ |  |

| 2019年8月10日 | マクデブルク (3) | 0 - 1 (延長) | フライブルク (1)        | マクデブルク                                                   |  |
| 15:30         |                  | レポート     | ヴァルトシュミット 93分 | 競技場: MDCCアレーナ 観客数: 15,000人 主審: ハルム・オスメルス |  |

| 2019年8月10日                                               | ヴュルツブルガー・キッカーズ (3)                            | 3 - 3 (延長) (4-5 PK戦)                   | ホッフェンハイム (1)                          | ヴュルツブルク                                                                |  |
| 18:30                                                       | カウフマン 68分 · ヴレネジ 75分 (pen.) · ファイファー 114分 | レポート                                  | カデジャーベク 29分 · ベブ 54分 · サライ 99分 | 競技場: フライヤーアラーム・アレーナ 観客数: 9,000人 主審: ギド・ヴィンクマン |  |
|                                                             |                                                             | PK戦                                      |                                               |                                                                               |  |
| ヘーゲル シュパン カウフマン ヴレネジ ウィーデマン ハンセン |                                                             | サライ ベブ スコフ ルディ ルップ ポッシュ |                                               |                                                                               |  |

| 2019年8月10日 | バウナタール (5)                      | 2 - 3    | ボーフム (2)                       | バウナタール                                                                                    |  |
| 18:30         | ブラハウト 32分 · シュラーダー 45+2分 | レポート | ギャンブラ 17分 (pen.), 70分, 73分 | 競技場: パルクシュタディオン・バウナタール 観客数: 6,000人 主審: ヴォルフガング・ハスルベルガー |  |

| 2019年8月10日 | SSVウルム (4) | 0 - 2    | ハイデンハイム (2)                          | ウルム                                                                             |  |
| 18:30         |               | レポート | ライペルツ 7分 · シュナッテラー 72分 (pen.) | 競技場: ドナウシュタディオン 観客数: 16,521人 主審: フロリアン・バドシュトゥブナー |  |

| 2019年8月10日 | アトラス・デルメンホルスト (5) | 1 - 6    | ブレーメン (1)                                                                            | ブレーメン                                                                     |  |
| 20:45         | シュミット 30分                | レポート | 大迫勇也 10分 · モイサンデル 19分 · ラシツァ 37分 · クラーセン 40分 · ピサーロ 68分, 74分 | 競技場: ヴェーザーシュタディオン 観客数: 41,500人 主審: パトリック・イトリッヒ |  |

| 2019年8月11日 | ザルムロール (5) | 0 - 6    | キール (2)                                                              | ザルムタール                                                                |  |
| 15:30         |                  | レポート | バク 39分, 65分, 76分 · イ・ジェソン 54分 · アタンガ 63分 · ポラス 88分 | 競技場: ザルムタール・シュタディオン 観客数: 2,500人 主審: トルベン・シバー |  |

| 2019年8月11日 | ハルバーシュタット (4) | 0 - 6    | ウニオン・ベルリン (1)                                                                                      | ハルバーシュタット                                                          |  |
| 15:30         |                        | レポート | シュロッターベック 27分 · アンデション 65分 · レンツ 67分 · メース 71分 · アンドリッヒ 76分 · ウジャー 89分 | 競技場: フリーデンス・シュタディオン 観客数: 5,946人 主審: トルベン・シバー |  |

| 2019年8月11日                               | レーディングハウゼン (4)                | 3 - 3 (延長) (2-4 PK戦)                   | パーダーボルン (1)                                              | レーディングハウゼン                                                                |  |
| 15:30                                       | エンゲルマン 53分 · ロコシュ 80分, 85分 | レポート                                  | ヒューネマイアー 28分 · アントウィ＝アジェイ 43分 · マンバ 73分 | 競技場: ヘッカー・ヴィーエンシュタディオン 観客数: 2,300人 主審: アルネ・アーニック |  |
|                                             |                                         | PK戦                                      |                                                                 |                                                                                     |  |
| ロコシュ バクスザット ヴォルフ シュテフェン |                                         | ヒューネマイアー ジャスラ コリンズ カウリ |                                                                 |                                                                                     |  |

| 2019年8月11日 | ヴァルトホーフ・マンハイム (3)       | 3 - 5    | フランクフルト (1)                                              | マンハイム                                                                           |  |
| 15:30         | スレイマニ 3分, 11分 · マルクス 72分 | レポート | 鎌田大地 21分 · コスティッチ 45+1分 · レビッチ 76分, 81分, 88分 | 競技場: カール・ベンツ・シュタディオン 観客数: 24,302人 主審: フェリックス・ブリッヒ |  |

| 2019年8月11日 | オーバーノイラント (5) | 1 - 6    | ダルムシュタット (2)                                                              | ブレーメン                                                                              |  |
| 15:30         | ジョーブ 48分          | レポート | シュネルハルト 32分 · メーレム 38分 · ドゥルスン 43分, 56分, 75分 · スカルケ 89分 | 競技場: フロリアン・ヴェルマン・シュタディオン 観客数: 2,353人 主審: パスカル・ミュラー |  |

| 2019年8月11日 | ザールブリュッケン (4)                  | 3 - 2    | レーゲンスブルク (2)                           | フェルクリンゲン                                                                        |  |
| 15:30         | ユルヒャー 53分, 90+3分 · ツァイツ 77分 | レポート | ベズシュコフ 64分 (pen.) · グリュットナー 74分 | 競技場: ヘルマン・ノイベルガー・シュタディオン 観客数: 5,021人 主審: スヴェン・ワシツキ |  |

| 2019年8月11日                                        | リューベック (4)                                  | 3 - 3 (延長) (3-4 PK戦)                            | ザンクトパウリ (2)                                | リューベック                                                                         |  |
| 15:30                                                | ダイヒマン 9分 · ティール 55分 · アルスラン 115分 | レポート                                           | ソボタ 63分 · ディアマンタコス 66分 · クノル 94分 | 競技場: シュタディオン・ローミューレ 観客数: 15,292人 主審: フランク・ヴィレンボルク |  |
|                                                      |                                                   | PK戦                                               |                                                   |                                                                                      |  |
| アルスラン マローン ハルケ マトヴィナ フェルナンデス |                                                   | ソボタ ホフマン ランクフォード ブーフトマン クノル |                                                   |                                                                                      |  |

| 2019年8月11日 | アイヒシュテット (4) | 1 - 5    | ヘルタ・ベルリン (1)                                                          | インゴルシュタット                                                      |  |
| 15:30         | クーゲル 52分        | レポート | ダリダ 11分 · イビシェヴィッチ 12分, 31分 · カルー 62分 · エッスヴァイン 75分 | 競技場: アウディ・スポーツパーク 観客数: 7,030人 主審: ティモ・ゲーラハ |  |

| 2019年8月11日 | オスナブリュック (2)                  | 2 - 3    | RBライプツィヒ (1)                           | オスナブリュック                                                                                         |  |
| 15:30         | アメニド 9分 · アルバレス 73分 (pen.) | レポート | ザビッツァー 7分, 31分 · クロスターマン 29分 | 競技場: シュタディオン・アン・デア・ブレマー・ブリュッケ 観客数: 14,625人 主審: トビアス・シュティーラー |  |

| 2019年8月11日                                                        | ケムニッツ (3)                       | 2 - 2 (延長) (5-6 PK戦)                                                                  | ハンブルガーSV (2)                  | ケムニッツ                                                                                       |  |
| 18:30                                                                | ボジッチ 57分 (pen.) · ランゲル 68分 | レポート                                                                                 | ヒンテルゼーア 62分 · キッテル 75分 | 競技場: シュタディオン・アン・デア・ゲラーシュトラーセ 観客数: 13,130人 主審: ロベルト・カンプカ |  |
|                                                                      |                                      | PK戦                                                                                     |                                     |                                                                                                  |  |
| ミュラー サルモフ ボンガ ショーペンハウアー タリグ イター レッデマン |                                      | キッテル ヒンテルゼーア ナレイ ウィンツハイマー サンペリオ ファン・ドロンヘレン ファイン |                                     |                                                                                                  |  |

| 2019年8月11日 | デュースブルク (3)                 | 2 - 0    | グロイター・フュルト (2) | デュースブルク                                                          |  |
| 18:30         | ダシュナー 4分 · アルブタット 14分 | レポート |                          | 競技場: MSVアレーナ 観客数: 13,542人 主審: クリスティアン・ディンゲルト |  |

| 2019年8月11日                                | ヴェーエン・ヴィースバーデン (2)   | 3 - 3 (延長) (2-3 PK戦)                              | ケルン (1)                                     | ヴィースバーデン                                                   |  |
| 18:30                                        | ロルヒ 53分, 56分 · キェレー 118分 | レポート                                             | コルドバ 39分 · カインツ 42分 · シャウブ 107分 | 競技場: BRITAアレーナ 観客数: 8,000人 主審: ロベルト・シュレーダー |  |
|                                              |                                    | PK戦                                                 |                                                |                                                                    |  |
| クーン ギュル グートヘルル キェレー アジャニ |                                    | テローデ カインツ モデスト ヘクター フェルストラーテ |                                                |                                                                    |  |

| 2019年8月12日 | ハレシャー (3)                                  | 3 - 5 (延長) | ヴォルフスブルク (1)                                                                  | ハレ                                                                             |  |
| 18:30         | ドリンクト 43分 · マイ 57分 · フェッチュ 90+1分 | レポート     | ベクホルスト 44分 · ゲルハルト 49分 · ウィリアム 70分 · クノッヘ 92分 · ブレカロ 94分 | 競技場: エルドガス・シュポルトパルク 観客数: 14,000人 主審: マルクス・シュミット |  |

| 2019年8月12日 | カールスルーエ (2)                         | 2 - 0    | ハノーファー (2) | カールスルーエ                                                                     |  |
| 18:30         | グロツレク 53分 · ヴァニツェク 61分 (pen.) | レポート |                  | 競技場: ヴィルトパルクシュタディオン 観客数: 11,779人 主審: ベンヤミン・コルトゥス |  |

| 2019年8月12日 | ハンザ・ロストック (3) | 0 - 1    | シュトゥットガルト (2) | ロストック                                                                     |  |
| 18:30         |                        | レポート | アル・ガディウィ 19分  | 競技場: オストゼーシュタディオン 観客数: 24,000人 主審: スヴェン・ヤブロンスキ |  |

| 2019年8月12日 | コットブス (4) | 1 - 3    | バイエルン・ミュンヘン (1)                          | コトブス                                                                                       |  |
| 20:45         | タズ 90+3分    | レポート | レヴァンドフスキ 32分 · コマン 64分 · ゴレツカ 85分 | 競技場: シュタディオン・デア・フロイントシャフト 観客数: 20,602人 主審: パトリック・イトリッヒ |  |

## 2回戦
組み合わせ抽選会は、2019年8月18日に行われた。
| 2019年10月29日 | デュースブルク (3) | 0 - 2    | ホッフェンハイム (1)                | デュースブルク                                                |  |
| 18:30          |                    | レポート | グリリッチュ 52分 · アダムヤン 58分 | 競技場: MSVアレーナ 観客数: 14,306人 主審: セレン・ストルクス |  |

| 2019年10月29日 | ザールブリュッケン (4)                            | 3 - 2    | ケルン (1)                    | フェルクリンゲン                                                                              |  |
| 18:30          | ショルシ 53分 · ユルヒャー 57分 · ヤニチュケ 90分 | レポート | ヘクター 70分 · テローデ 84分 | 競技場: ヘルマン・ノイベルガー・シュタディオン 観客数: 6,800人 主審: マルティン・ペーターゼン |  |

| 2019年10月29日 | フライブルク (1) | 1 - 3    | ウニオン・ベルリン (1)                              | フライブルク                                                                           |  |
| 18:30          | コッホ 45+2分    | レポート | メース 36分 · アンドリッヒ 87分 · ゲントナー 90+2分 | 競技場: シュヴァルツヴァルト・シュタディオン 観客数: 24,000人 主審: ロベルト・カンプカ |  |

| 2019年10月29日 | ハンブルガーSV (2) | 1 - 2 (延長) | シュトゥットガルト (2)                         | ハンブルク                                                                             |  |
| 18:30          | ハント 16分 (pen.) | レポート     | ゴンサレス 2分 (pen.) · アル・ガディウィ 114分 | 競技場: フォルクスパルクシュタディオン 観客数: 45,503人 主審: バスティアン・ダンケルト |  |

| 2019年10月29日 | ボーフム (2)                                 | 1 - 2    | バイエルン・ミュンヘン (1)    | ボーフム                                                                         |  |
| 20:00          | デイヴィス 35分 (o.g.) · ベラ＝コチャプ 88分 | レポート | ニャブリ 83分 · ミュラー 89分 | 競技場: ヴォノヴィアシュタディオン 観客数: 26,600人 主審: ロベルト・シュレーダー |  |

| 2019年10月29日 | ダルムシュタット (2) | 0 - 1    | カールスルーエ (2) | ダルムシュタット                                                                                       |  |
| 20:45          |                      | レポート | ホフマン 85分      | 競技場: シュタディオン・アム・ベレンファルトーア 観客数: 11,240人 主審: フロリアン・バドシュトゥブナー |  |

| 2019年10月29日 | レバークーゼン (1) | 1 - 0    | パーダーボルン (1) | レーヴァークーゼン                                                   |  |
| 20:45          | アラリオ 26分      | レポート |                    | 競技場: バイ・アレーナ 観客数: 15,410人 主審: スヴェン・ヤブロンスキ |  |

| 2019年10月29日 | ビーレフェルト (2)      | 2 - 3    | シャルケ (1)                      | ビーレフェルト                                                         |  |
| 20:45          | クロス 72分 · スク 77分 | レポート | シェプフ 16分 · ラマン 25分, 31分 | 競技場: シューコー・アレナ 観客数: 26,203人 主審: マヌエル・グラエフェ |  |

| 2019年10月30日                                                      | カイザースラウテルン (3)         | 2 - 2 (延長) (6-5 PK戦)                                       | ニュルンベルク (2)            | カイザースラウテルン                                                                   |  |
| 18:30                                                               | ティーレ 8分 (pen.), 68分 (pen.) | レポート                                                      | イェーガー 15分 · フライ 89分 | 競技場: フリッツ・ヴァルター・シュタディオン 観客数: 21,714人 主審: ギド・ヴィンクマン |  |
|                                                                     |                                  | PK戦                                                          |                               |                                                                                        |  |
| クラウス レーゼル シュタルケ クールヴェター ヘムライン ビャルナソン |                                  | ガイス ハック ドヴェダン フライ セーレンセン ハントヴェルカー |                               |                                                                                        |  |

| 2019年10月30日                                                                             | フェール (4)    | 1 - 1 (延長) (8-7 PK戦)                                                                            | キール (2) | フェール                                                                        |  |
| 18:30                                                                                      | ヘッケル 45+1分 | レポート                                                                                           | セラ 13分  | 競技場: シュポルトクルブ・アレーナ 観客数: 5,153人 主審: クリストフ・ギュンシュ |  |
|                                                                                            |                 | PK戦                                                                                               |            |                                                                                 |  |
| ヤニッチ ラック リツカ チョロバ シュレーダー ヘダー シュトックナー アンズアナ ショップネル |                 | ヴァール ケリフィ ミューリング ポラス イヨハ イ・ジェソン トドロヴィッチ エーベルヴァイン ノイマン |            |                                                                                 |  |

| 2019年10月30日 | ヴォルフスブルク (1) | 1 - 6    | RBライプツィヒ (1)                                                                                 | ヴォルフスブルク                                                                     |  |
| 18:30          | ベグホルスト 89分    | レポート | ブルマ 13分 (o.g.) · ザビッツァー 55分 · フォルスベリ 58分 · ライマー 61分 · ヴェルナー 68分, 88分 | 競技場: フォルクスワーゲン・アレーナ 観客数: 17,705人 主審: フェリックス・ツバイヤー |  |

| 2019年10月30日 | ブレーメン (1)                                                         | 4 - 1    | ハイデンハイム (2)           | ブレーメン                                                                     |  |
| 18:30          | ラシツァ 6分 · ビッテンコート 11分 · クラーセン 18分 · フリードル 40分 | レポート | シュナッテラー 45+1分 (pen.) | 競技場: ヴェーザーシュタディオン 観客数: 38,663人 主審: ダニエル・シュレーガー |  |

| 2019年10月30日 | デュッセルドルフ (1)                   | 2 - 1    | エルツゲビルゲ・アウエ (2) | デュッセルドルフ                                                                   |  |
| 20:45          | ヘニングス 45分 (pen.) · アダムス 75分 | レポート | クリューガー 12分          | 競技場: メルクール・シュピール・アレーナ 観客数: 20,141人 主審: トビアス・ライヘル |  |

| 2019年10月30日 | ドルトムント (1)    | 2 - 1    | ボルシアMG (1) | ドルトムント                                                                     |  |
| 20:45          | ブラント 77分, 80分 | レポート | テュラム 71分  | 競技場: ジグナル・イドゥナ・パルク 観客数: 79,800人 主審: ベンヤミン・コルトゥス |  |

| 2019年10月30日                                                | ヘルタ・ベルリン (1)                                      | 3 - 3 (延長) (5-4 PK戦)                               | ディナモ・ドレスデン (2)                        | ベルリン                                                                                   |  |
| 20:45                                                         | ルケバキオ 48分 · ドゥダ 85分 (pen.) · トルナリガ 120+2分 | レポート                                              | コネ 36分 · エベルト 90分 (pen.) · ストル 107分 | 競技場: ベルリン・オリンピアシュタディオン 観客数: 70,429人 主審: トビアス・シュティーラー |  |
|                                                               |                                                           | PK戦                                                  |                                                 |                                                                                            |  |
| イビシェヴィッチ ダリダ ディルロスン レキク ゼルケ グルイッチ |                                                           | エベルト ホルヴァート ミュラー コネ ストル エーラース |                                                 |                                                                                            |  |

| 2019年10月30日 | ザンクトパウリ (2) | 1 - 2    | フランクフルト (1) | ハンブルク                                                                           |  |
| 20:45          | ソボタ 42分        | レポート | ドスト 4分, 16分   | 競技場: ミラントア・シュタディオン 観客数: 29,373人 主審: マティアス・イェレンベック |  |

## 3回戦
組み合わせ抽選会は、2019年10月25日に行われた。
| 2020年2月4日 | フランクフルト (1)                               | 3 - 1    | RBライプツィヒ (1) | フランクフルト                                                                 |  |
| 18:30        | シルヴァ 17分 (pen.) · コスティッチ 51分, 90+5分 | レポート | オルモ 69分        | 競技場: コメルツバンク・アレーナ 観客数: 47,400人 主審: フェリックス・ブリッヒ |  |

| 2020年2月4日 | カイザースラウテルン (3)         | 2 - 5    | デュッセルドルフ (1)                                                             | カイザースラウテルン                                                                     |  |
| 18:30        | クールヴェター 10分, 39分 (pen.) | レポート | アンポマー 9分 · ヘニングス 49分, 78分 · ツィンマーマン 65分 · シュテーガー 83分 | 競技場: フリッツ・ヴァルター・シュタディオン 観客数: 35,340人 主審: マルクス・シュミット |  |

| 2020年2月4日 | シャルケ (1)                                 | 3 - 2 (延長) | ヘルタ・ベルリン (1)          | ゲルゼンキルヒェン                                                         |  |
| 20:45        | カリジューリ 76分 · アリ 82分 · ラマン 115分 | レポート     | ケプケ 12分 · ピョンテク 39分 | 競技場: フェルティンス・アレーナ 観客数: 53,525人 主審: ハルム・オスメルス |  |

| 2020年2月4日 | ブレーメン (1)                                    | 3 - 2    | ドルトムント (1)              | ブレーメン                                                                 |  |
| 20:45        | ゼルケ 16分 · ビッテンコート 30分 · ラシツァ 70分 | レポート | ハーランド 67分 · レイナ 78分 | 競技場: ヴェーザーシュタディオン 観客数: 41,616人 主審: ギド・ヴィンクマン |  |

| 2020年2月5日 | レバークーゼン (1)                     | 2 - 1    | シュトゥットガルト (2) | レーヴァークーゼン                                                       |  |
| 18:30        | ブレドロウ 72分 (o.g.) · アラリオ 83分 | レポート | ワマンギトゥカ 85分    | 競技場: バイ・アレーナ 観客数: 20,000人 主審: ビビアナ・シュタインハウス |  |

| 2020年2月5日 | フェール (4) | 0 - 1    | ウニオン・ベルリン (1) | フェール                                                                        |  |
| 18:30        |              | レポート | アンドリッヒ 85分      | 競技場: シュポルトクルブ・アレーナ 観客数: 5,135人 主審: スヴェン・ヤブロンスキ |  |

| 2020年2月5日 | バイエルン・ミュンヘン (1)                                           | 4 - 3    | ホッフェンハイム (1)                          | ミュンヘン                                                                   |  |
| 20:45        | ヒュブナー 13分 (o.g.) · ミュラー 20分 · レヴァンドフスキ 36分, 80分 | レポート | ボアテング 8分 (o.g.) · ダブール 82分, 90+2分 | 競技場: アリアンツ・アレーナ 観客数: 71,500人 主審: サッシャ・シュテーゲマン |  |

| 2020年2月5日                                 | ザールブリュッケン (4) | 0 - 0 (延長) (5-3 PK戦)                   | カールスルーエ (2) | フェルクリンゲン                                                                            |  |
| 20:45                                        |                        | レポート                                  |                    | 競技場: ヘルマン・ノイベルガー・シュタディオン 観客数: 6,800人 主審: セーレン・シュトルクス |  |
|                                              |                        | PK戦                                      |                    |                                                                                             |  |
| ツェルナー ゴレイ ツァイツ ミオトケ ショルヒ |                        | ホフマン ジュリチン ピゾート ヴァニツェク |                    |                                                                                             |  |

## 準々決勝
組み合わせ抽選会は、2020年2月10日に行われた。
| 2020年3月3日                                                                                  | ザールブリュッケン (4) | 1 - 1 (延長) (7-6 PK戦)                                                                                     | デュッセルドルフ (1) | フェルクリンゲン                                                                        |  |
| 18:30                                                                                         | イェニッケ 31分        | レポート | ザンカ 90分          | 競技場: ヘルマン・ノイベルガー・シュタディオン 観客数: 6,800人 主審: デニズ・アイテキン |  |
|                                                                                               |                        | PK戦 |                      |                                                                                         |  |
| ツェルナー ヤコブ ツァイツ ゴレイ ショルヒ アンドリスト フルーセ バリッラ イェニッケ ミュラー |                        | アイハン ヘニングス カラマン スクリプスキ シュテーガー ツィンマーマン ズットナー アンポマー モラレス ザンカ |                      |                                                                                         |  |

| 2020年3月3日 | シャルケ (1) | 0 - 1    | バイエルン・ミュンヘン (1) | ゲルゼンキルヒェン                                                               |  |
| 20:45        |              | レポート | キミッヒ 40分              | 競技場: フェルティンス・アレーナ 観客数: 62,271人 主審: トビアス・シュティーラー |  |

| 2020年3月4日 | レバークーゼン (1)                                | 3 - 1    | ウニオン・ベルリン (1)                     | レーヴァークーゼン                                                   |  |
| 18:30        | ベララビ 72分 · アランギス 86分 · ディアビ 90+1分 | レポート | イングヴァルトセン 39分 · レンツ 61分 71分 | 競技場: バイ・アレーナ 観客数: 18,453人 主審: ベンヤミン・コルトゥス |  |

| 2020年3月4日 | フランクフルト (1)                                           | 2 - 0    | ブレーメン (1) | フランクフルト                                                                   |  |
| 20:45        | シルヴァ 45+6分 (pen.) · 鎌田大地 60分 · コスティッチ 90+1分 | レポート |                | 競技場: コメルツバンク・アレーナ 観客数: 51,500人 主審: フェリックス・ツバイヤー |  |

## 準決勝
組み合わせ抽選会は、2020年3月8日に行われた。
| 2020年6月9日 | ザールブリュッケン (4) | 0 - 3    | レバークーゼン (1)                            | フェルクリンゲン                                                                    |  |
| 20:45        |                        | レポート | ディアビ 11分 · アラリオ 19分 · ベララビ 58分 | 競技場: ヘルマン・ノイベルガー・シュタディオン 観客数: 0人 主審: ギド・ヴィンクマン |  |

| 2020年6月10日 | バイエルン・ミュンヘン (1)              | 2 - 1    | フランクフルト (1) | ミュンヘン                                                      |  |
| 20:45         | ペリシッチ 14分 · レヴァンドフスキ 74分 | レポート | ダ・コスタ 69分    | 競技場: アリアンツ・アレーナ 観客数: 0人 主審: マルコ・フリッツ |  |

## 決勝
| 2020年7月4日 20:00 CEST |

| レバークーゼン (1)                         | 2 - 4    | バイエルン・ミュンヘン (1)                                |
| S.ベンダー 64分 · ハフェルツ 90+5分 (pen.) | レポート | アラバ 16分 · ニャブリ 24分 · レヴァンドフスキ 59分, 89分 |

| ベルリン・オリンピアシュタディオン, ベルリン 観客数: 0人 主審: トビアス・ヴェルツ |

| レバークーゼン | バイエルン・ミュンヘン |

| GK             | 1  | ルーカス・フラデツキー         |      |      |
| RB             | 8  | ラース・ベンダー               |      | 82分 |
| CB             | 5  | スヴェン・ベンダー             |      |      |
| CB             | 12 | エドモン・タプソバ             |      |      |
| LB             | 18 | ヴェンデウ                     | 28分 |      |
| CM             | 20 | チャルレス・アランギス         |      |      |
| CM             | 15 | ユリアン・バウムガルトリンガー |      | 46分 |
| RW             | 19 | ムサ・ディアビ                 |      |      |
| AM             | 11 | ナディーム・アミリ             |      | 46分 |
| LW             | 9  | レオン・ベイリー               |      | 75分 |
| CF             | 29 | カイ・ハフェルツ               |      |      |
| サブメンバー   |    |                                |      |      |
| GK             | 28 | ラマザン・エーズガン           |      |      |
| DF             | 4  | ヨナタン・ター                 |      |      |
| DF             | 6  | アレクサンダル・ドラゴヴィッチ |      |      |
| DF             | 23 | ミッチェル・ヴァイザー         |      | 82分 |
| MF             | 10 | ケレム・デミルバイ             |      | 46分 |
| MF             | 27 | フロリアン・ヴィルツ           |      |      |
| MF             | 38 | カリム・ベララビ               |      | 75分 |
| FW             | 13 | ルーカス・アラリオ             |      |      |
| FW             | 31 | ケヴィン・フォラント           |      | 46分 |
| 監督           |    |                                |      |      |
| ピーター・ボス |    |                                |      |      |

| GK               | 1  | マヌエル・ノイアー         |      |      |
| RB               | 5  | ベンジャマン・パヴァール   |      |      |
| CB               | 17 | ジェローム・ボアテング     |      | 69分 |
| CB               | 27 | ダヴィド・アラバ           |      |      |
| LB               | 19 | アルフォンソ・デイヴィス   |      |      |
| CM               | 32 | ヨシュア・キミッヒ         |      |      |
| CM               | 18 | レオン・ゴレツカ           |      |      |
| RW               | 22 | セルジュ・ニャブリ         |      | 87分 |
| AM               | 25 | トーマス・ミュラー         |      | 87分 |
| LW               | 29 | キングスレイ・コマン       |      | 65分 |
| CF               | 9  | ロベルト・レヴァンドフスキ | 67分 |      |
| サブメンバー     |    |                            |      |      |
| GK               | 26 | スヴェン・ウルライヒ       |      |      |
| DF               | 2  | アルバロ・オドリオソラ     |      |      |
| DF               | 4  | ニクラス・ジューレ         |      |      |
| DF               | 21 | リュカ・エルナンデス       |      | 69分 |
| MF               | 6  | ティアゴ・アルカンタラ     |      | 87分 |
| MF               | 10 | フィリペ・コウチーニョ     |      | 87分 |
| MF               | 11 | ミケール・キュイザンス     |      |      |
| FW               | 14 | イヴァン・ペリシッチ       |      | 65分 |
| FW               | 35 | ジョシュア・ザークツィー   |      |      |
| 監督             |    |                            |      |      |
| ハンジ・フリック |    |                            |      |      |

| DFBポカール 2019-2020 優勝             |
| -------------------------------------- |
| バイエルン・ミュンヘン 2大会連続20回目 |